# Mateusz Rotwand

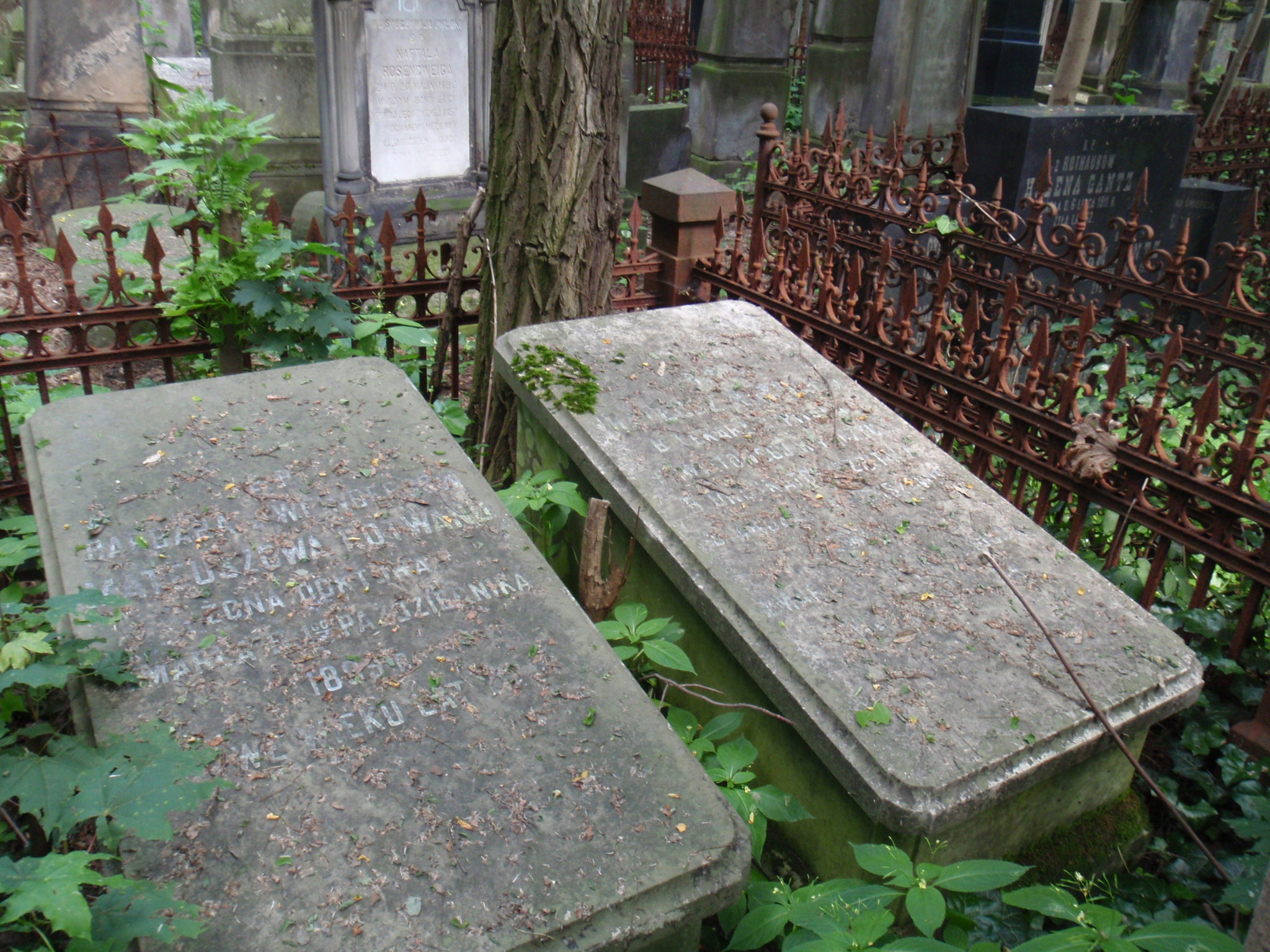
Grób Mateusza Rotwanda na cmentarzu żydowskim w Warszawie (po prawej)

Mateusz Rotwand (ur. 1809, zm. 5 czerwca 1898 w Warszawie) – polski lekarz żydowskiego pochodzenia.

## Życiorys
Pochodził z Łęczycy. Urodził się jako syn kupca Leona (XVIII-XIX w.) i Anny z domu Izrael (XVIII-XIX w.). Jego bratem był Mikołaj Rotwand (1813-1883), warszawski kupiec, a także Jakub Rotwand (1818-1913) publicysta i działacz żydowski.
Studiował na Akademii Medyko-Chirurgicznej Wileńskiej, którą ukończył w 1839 ze stopniem lekarza pierwszej klasy. Lekarz główny w Szpitalu Św. Mikołaja w Łęczycy, potem ordynator Szpitala Starozakonnych w Warszawie.
Był żonaty z Barbarą Weinberg (1811-1889), z którą miał czworo dzieci: Leona (1837-1868, ojca Felicji, a przez to teścia Ignacego Szebeko), Stanisława (1839-1916, adwokata, przedsiębiorcę), Joannę (1842-1935) i Aleksandrę (1844-?).
Pochowany na cmentarzu żydowskim przy ulicy Okopowej w Warszawie (kwatera 33, rząd 11).